# Формула 1 (ТВ серија)
„Формула 1” је југословенска телевизијска серија снимана од 1984 до 1986. године у продукцији Телевизије Београд.

## Улоге
| Глумац                 | Улога                               |
| ---------------------- | ----------------------------------- |
| Миодраг Петровић Чкаља | Чкаља (3 еп. 1984-1985)             |
| Биљана Ристић          | Биљана (3 еп. 1984-1985)            |
| Миодраг Андрић         | Мољац (3 еп. 1984-1985)             |
| Нада Блам              | Нада (3 еп. 1984-1985)              |
| Ташко Начић            | Ташко (3 еп. 1984-1985)             |
| Милован Илић Минимакс  | Минимакс (3 еп. 1984-1985)          |
| Тања Бошковић          | Тања (3 еп. 1984-1985)              |
| Радмила Живковић       | Рада (3 еп. 1984-1985)              |
| Милан Лане Гутовић     | Лане (2 еп. 1984-1985)              |
| Јован Радовановић      | Јова (2 еп. 1985)                   |
| Лидија Пилипенко       | (1 еп. 1984)                        |
| Боро Стјепановић       | Боро (1 еп. 1984)                   |
| Милутин Бутковић       | Буле (1 еп. 1985)                   |
| Весна Чипчић           | Весна (1 еп. 1985)                  |
| Јелисавета Сека Саблић | Сека (1 еп. 1985)                   |
| Никола Симић           | Никола (1 еп. 1985)                 |
| Младен Андрејевић      | (1984-1986) (непознат број епизода) |
| Здравко Чолић          | (1984-1986) (непознат број епизода) |
| Дорис Драговић         | (1984-1986) (непознат број епизода) |

 Остале улоге  ▼
| Глумац                  | Улога                               |
| ----------------------- | ----------------------------------- |
| Драгана Југовић         | (1984-1986) (непознат број епизода) |
| Јосипа Лисац            | (1984-1986) (непознат број епизода) |
| Сузана Манчић           | (1984-1986) (непознат број епизода) |
| Игор Первић             | (1984-1986) (непознат број епизода) |
| Неда Украден            | (1984-1986) (непознат број епизода) |
| Јасмина Аврамовић       | (непознат број епизода)             |
| Бранислав Лечић         | (непознат број епизода)             |
| Даница Максимовић       | (непознат број епизода)             |
| Раде Марјановић         | (непознат број епизода)             |
| Оливера Марковић        | (непознат број епизода)             |
| Михајло Бата Паскаљевић | (непознат број епизода)             |
| Злата Петковић          | (непознат број епизода)             |
| Соња Савић              | (непознат број епизода)             |
| Љиљана Шљапић           | (непознат број епизода)             |
| Јелена Тинска           | (непознат број епизода)             |

Комплетна ТВ екипа  ▼
| Редитељ              | Станко Црнобрња     | (3 еп. 1984—1985)               |
| Сценариста           | Радивоје Бојичић    | (3 еп. 1984—1985)               |
| Сценариста           | Предраг Перишић     | (3 еп. 1984—1985)               |
| Сценариста           | Јелица Зупанц       | (3 еп. 1984—1985)               |
| Продуцент            | Ненад Романо        | продуцент (15 еп. 1984—1985)    |
| Композитор           | Војкан Борисављевић | (непознат број епизода)         |
| Директор фотографије | Фатмир Нуши         | (непознат број епизода)         |
| Директор фотографије | Слободан Обрадовић  | (непознат број епизода)         |
| Mонтажер             | Радомир Тодоровић   | (непознат број епизода)         |
| Сценограф            | Милица Ејдус        | (непознат број епизода)         |
| Костимограф          | Емилија Ковачевић   | (непознат број епизода)         |
| Одсек за шминку      | Видосава Биро       | шминкер (непознат број епизода) |
| Одсек за шминку      | Анђелка Јовановић   | шминкер (непознат број епизода) |
| Одсек за шминку      | Татјана Ранчић      | шминкер (непознат број епизода) |
| Одсек за шминку      | Ратко Ристић        | шминкер (непознат број епизода) |
| Менаџер продукције   | Злата Калић         | организатор (1 еп. 1984)        |